# Bolesławowo (powiat starogardzki)

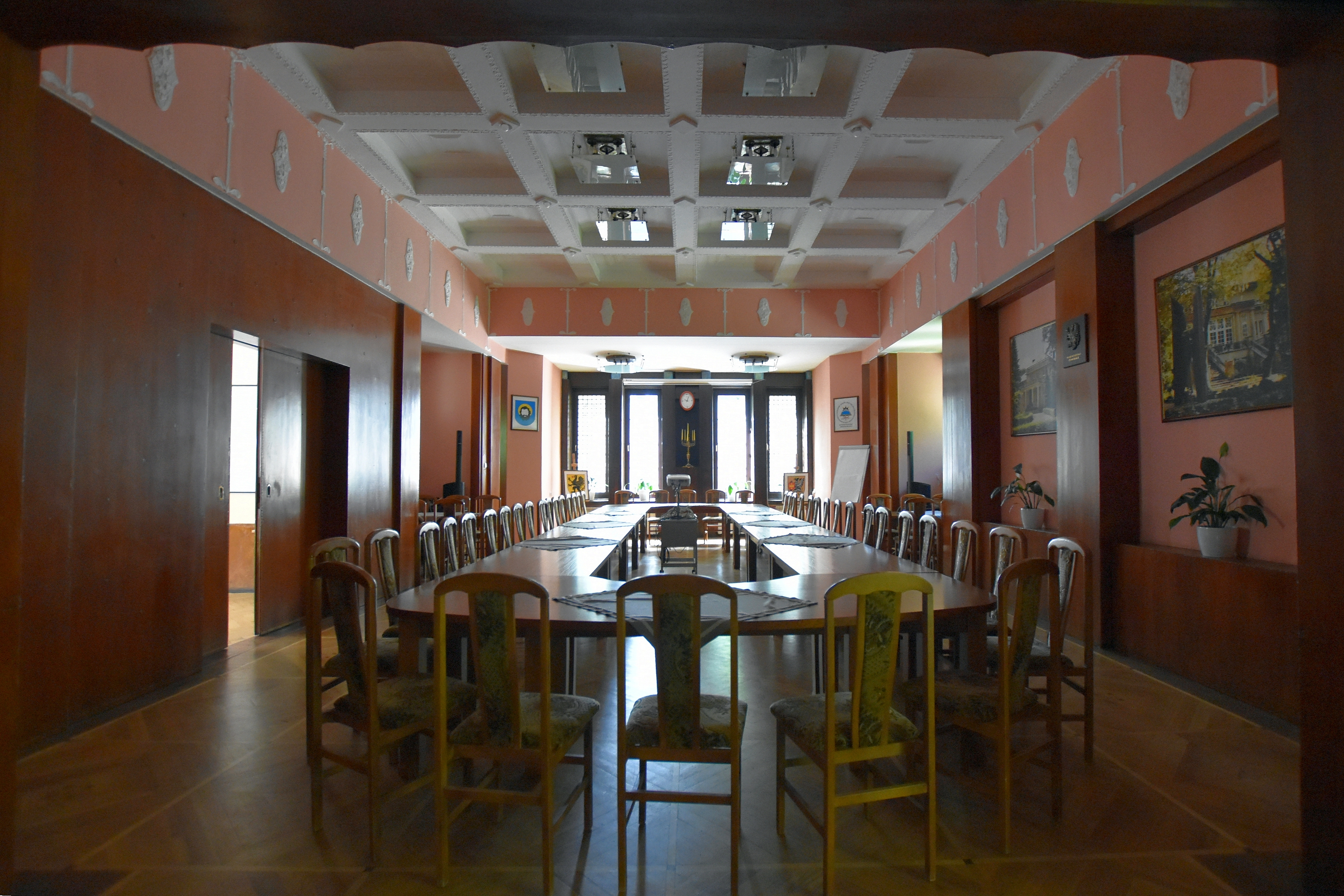
Wnętrze pałacowe

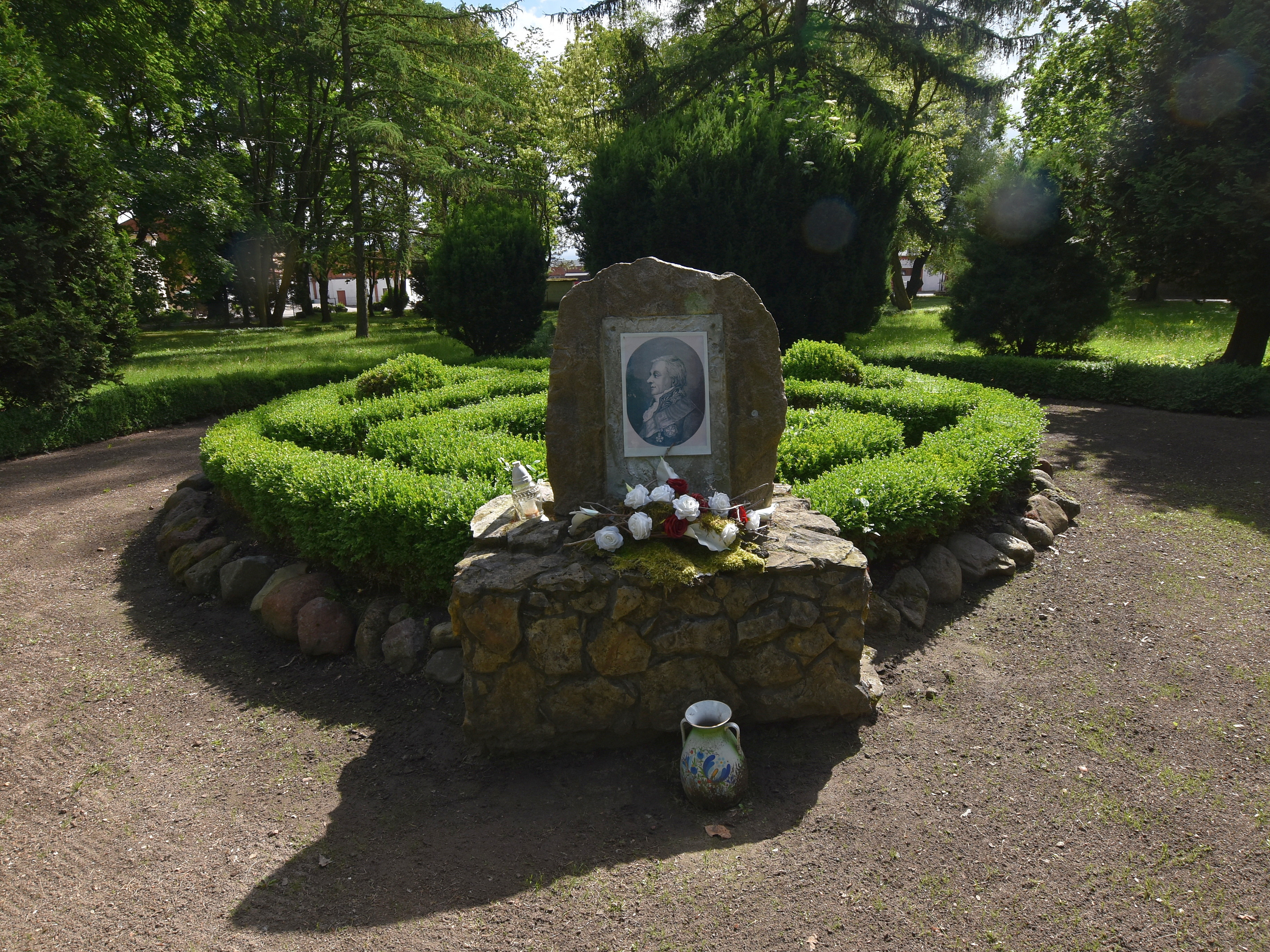
Park z patronem szkoły Józefem Wybickim

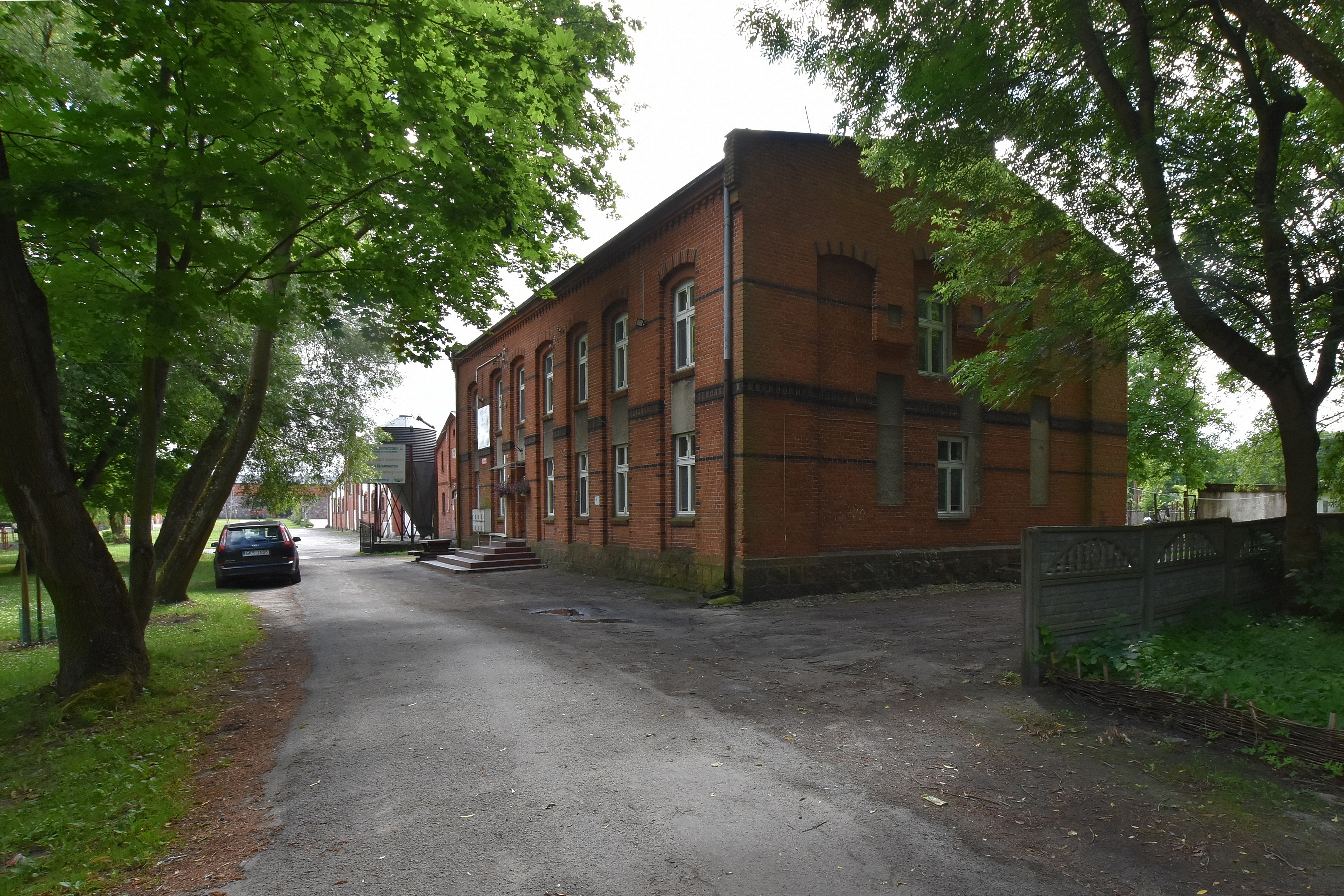
Internat

Bolesławowo (do 1950 m.in. Modrowo) – wieś w Polsce, położona w województwie pomorskim, w powiecie starogardzkim, w gminie Skarszewy.

## Nazwa
Do 1905 Neuguth (Nygut, Nigut, Neugut), w latach 1905-1920 oraz 1939–1945 Modrowshorst, a w latach 1920-1939 oraz 1945-1950 Modrowo.
13 lutego 1950 zmieniono nazwę miejscowości z Modrowo na Bolesławowo. Celem zmiany nazwy było uczczenie Prezydenta Rzeczypospolitej Polskiej, I sekretarza KC PZPR Bolesława Bieruta.

## Administracja
W latach 1954–1957 wieś należała i była siedzibą władz gromady Bolesławowo, po jej zniesieniu w gromadzie Skarszewy. W latach 1975–1998 miejscowość należała administracyjnie do województwa gdańskiego.
| SIMC    | Nazwa    | Rodzaj                 |
| ------- | -------- | ---------------------- |
| 0171575 | Karolewo | część wsi              |
| 0171581 | Nygut    | część wsi (do 2023 r.) |

Bolesławowo jest siedzibą sołectwa.
Do 31 grudnia 2011 częścią wsi było Pólko.

## Historia
Miejscowość wzmiankowana w 1341 jako ulicówka. Od drugiej połowy XV w. miejscowość stanowiła własność starostów skarszewskich. Pod zaborem pruskim majątek miejscowości został sprzedany Niemcom, a od 1890 jego właścicielem była rodzina Modrow. W 1945 na obszarze zespołu dworsko-parkowo-folwarcznego, należącego wcześniej do rodziny Modrow, utworzono Zespół Szkół Rolniczych Centrum Kształcenia Praktycznego.

## Zabytki
Według rejestru zabytków NID na listę zabytków wpisany jest zespół dworski i folwarczny, 2 poł. XIX - 1902, nr rej.: A-1489 z 17.11.1994:
- neoklasycystyczny dwór, piętrowy[12]
- oficyna
- wieża ciśnień
- gorzelnia
- budynek inwentarski
- warsztaty szkolne
- magazyn zbożowy
- obora
- owczarnia
- kuźnia
- stodoła
- chlewnia
- lodownia
- park.

## Komunikacja
Miejscowość jest położona przy drodze wojewódzkiej nr 224 i trasie rozebranej linii kolejowej Skarszewy – Starogard Gdański.